# Athletic Park
Der Athletic Park war ein Rugby-Stadion in der neuseeländischen Hauptstadt Wellington, das hauptsächlich für Rugby-Union-Spiele verwendet wurde. Es befand sich im Stadtteil Newtown und war bekannt für seine steilen Stehplatztribünen, die den dort häufig auftretenden heftigen Windstößen ausgesetzt waren. Die Zuschauerkapazität betrug zuletzt rund 39.000. Die Anlage war einer der Austragungsorte der Rugby-Union-Weltmeisterschaft 1987.
Während der 1990er Jahre wurde das Stadion langsam dem Zerfall überlassen, da die Unterhaltungskosten immer weiter anstiegen und die Anlage den Ansprüchen des modernen Sports nicht mehr genügte. Das letzte Rugbyspiel, eine Begegnung zwischen Wellington und Otago, fand am 10. Oktober 1999 statt. Wenig später wurde das Stadion abgerissen; als Ersatz entstand das Wellington Regional Stadium. Auf dem ehemaligen Stadiongelände befindet sich heute eine Seniorensiedlung.